# Bom Jesus das Selvas
Bom Jesus das Selvas é um município brasileiro do estado do Maranhão. Localiza-se a 465 km de São Luis, capital do Estado. Em 2022, a população era de 28.599 habitantes e a densidade demográfica era de 10,68 habitantes por quilômetro quadrado, segundo o IBGE. Dada sua localização privilegiada na planície, em terras altas da Amazônia Oriental, oferece a natureza aos seus moradores um espetáculo de indivisível beleza do dia “A aurora com sol nascente e o pôr do sol”.
O município tem 92 povoados, possuindo uma área de 2.679,074 km², situada à margem direita do Rio Pindaré. Ao norte, limita-se com o município de Bom Jardim, ao sul com município Amarante do Maranhão, ao leste com o município de Buriticupu e ao oeste com o município de Açailândia. O relevo é formado na planície, em terras altas da Amazônia Oriental. Seu clima é quente úmido e sua temperatura, cerca de 36 °C.
A vegetação é formada por floresta tropical úmida.
É cortado pela BR 222 e pela Estrada de Ferro Carajás e tem o Pindaré como seu principal rio.

## Bonjesuenses famosos
• Carlos Vinícius, futebolista brasileiro.
 • Sônia Guajajara - Ministra dos Povos indígenas.

## Subdivisões
Os bairros do município são: Centro, Imperial, Nova Bom Jesus, Residencial JK, Vila Davi, Vila Roseana, Vila Sabry, e Nestor Lemes além de contar com 92 povoados sendo 48 deles P.A - Plano de Assentamento, implantados nos últimos 30 anos de muitas lutas e apoio dos movimentos sociais.

## Etimologia
O primeiro nome ficou conhecido por km 100, nome originado devido à distância quilométrica até o município de Açailândia-MA, local onde se encontra a BR 010, conhecida como Belém Brasília e onde inicia-se a BR 222, a qual beneficia o município bonjesuense. O km 100 pertencia ao município de  Santa Luzia do Tide.
Posteriormente, a cidade recebeu a imagem de Bom Jesus, que foi colocada na capela onde os padres Dário e Afonso de Santa Luzia-MA celebraram as primeiras missas. Com a emancipação do povoado km 100, escolheram o nome da cidade unindo BOM JESUS por ter sido o primeiro santo da comunidade e DAS SELVAS por ter existido muitas matas.

## Símbolos
Os símbolos do município de Bom Jesus das Selvas, reúnem através das cores e figuras, a sua história de formas simples e significativas. Tanto a Bandeira como o Brasão, exigiu a opinião publica, para que a história não fosse fragmentada e depois contestada.

### A Bandeira
A Bandeira do município foi criada em 21 de junho de 2002, tendo como criador Francisco de Assis Carneiro, trazendo as cores: Verde, Vermelha, Azul e Branco.
Verde: representa a esperança do povo por dias melhores. Que hoje não é mais o mesmo, por causa da agressão humana ao meio ambiente.
Vermelha: não representa a guerra, mas a luta e o amor deste povo pela sua terra.
Azul: representa a fé do povo e o céu, que proporcionam beleza e admiração a todos que aqui chegam.
Branco: representa a paz, a pureza de um povo simples mais determinado pelo que almeja.

### Brasão
As cores representadas apresentam os mesmos significados das contidas na bandeira, então o que vai nos interessar, é o significado da onça, da árvore e do livro.
- Onça: representa a fauna bonjesuense;
- Livro: representa a sabedoria do povo ao escolher e decidir seu futuro;
- Árvore: representa as matas o verde que embeleza nossa paisagem natural;
- Estrela: representa o município unido e indivisível.

### Hino
O Hino Municipal foi escolhido através de uma Gincana Cultural, realizada pela Prefeitura Municipal de Bom Jesus das Selvas, no mandato de Luís Sabry Azar em 2001, as equipes teriam que fazer um hino referente à cidade de Bom Jesus das Selvas, a equipe que fizesse o melhor hino venceria a prova e o hino tornar-se-ia oficial do município. O hino escolhido tem como autor e compositor Daniel dos Santos Pinto.

## História
Município surgiu na década de 1970, período em que as terras do Maranhão eram exploradas principalmente por forasteiros emigrantes de outras localidades do Brasil.
Nos anos 70, esta região no estado do Maranhão havia muitas terras devolutas; por não existir estradas, a região era de difícil acesso, tornando difícil a sobrevivência nessa região, porém a ganância pela terra trazia famílias das mais diversas regiões do país, causando desentendimento e até brigas.
Tendo em vista que km 100 pertencia ao município de Santa Luzia-MA, o povo elegeu o primeiro vereador Geraldo Antônio de Sousa, o mesmo representava o povoado km 100, no município de Santa Luzia. Depois foram escolhidos dois vereadores para representante o povoado km 100, Luís Sabry Azar e Aldo Pereira da Silva, um era do Partido PFL e o outro do PMDB hoje conhecido com MDB, respectivamente.

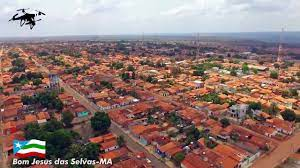
Foto aérea de Bom Jesus das Selvas-MA.

O acesso ao município, era feito através de animais que se valia de uma pequena estrada no meio das matas, que simplesmente desenhava a paisagem do Vale do Pindaré. Os primeiros moradores chegaram em 1970, vindo da região de Imperatriz, sendo que a família já era emigrante de Caxias; aqui chegou o Senhor Neco e toda sua família.
Em 1973, chegaram à segunda família, para trabalhar nas terras do Senhor Neco, ambos da região de Imperatriz – MA. Alguns meses depois, chegou o Pastor Arnaldo, o farmacêutico Senhor Abdias, trazendo o primeiro sinal do comércio regional. Nesse período foi constituído o primeiro barraco do Senhor Edno, barraco que deu origem a Avenida 7 de Setembro e fazendeiros da região não queriam que os moradores construíssem a fim de evitar a povoação, então inicia-se o primeiro conflito da região.
O povoado km 100 tinha como rua principal a Avenida 7 de Setembro, onde situava a estrutura comercial, os ônibus percorriam toda Avenida e tinha como ponto de apoio o Hotel Central, no início da Avenida, os comércios de destaques eram a Casa Simões, Mercadinho Bom Preço e Casa Dois Irmãos que era do ex-vereador Aldo, eleito posteriormente. Nessa época o único meio de comunicação era o transporte, que trazia as cartas e encomendas, as mesmas ficavam na casa do vereador Geraldo Antonio de Sousa; entre outras, a água era a maior dificuldade enfrentava na época.
A primeira comunicação de Bom Jesus das Selvas, era feita por altos falantes, no qual o locutor era João Mendes Sobrinho, que se localizava no Clube de João Sulino em 1978, em seguida veio Apolônio que tinha um sistema de filme, depois veio Rocha com o Cine-Santo.
Em 1983, período que km 100 pertencia ao município de Santa Luzia, o prefeito da mesma Antônio Braide, construiu a primeira escola, chamada Unidade Integrada de 1º grau Profº Humberto de Campos, situada na Rua das Macieiras.
Em 1985 veio o primeiro sistema de televisão que se localizava na Rodominas, no qual os dirigentes eram: Doutor Rubens, Doutor Hélio e Édio, com ajuda da população. No mesmo ano, a cidade passa a ser cortada por uma ferrovia, a Estrada de Ferro Carajás, pertencente a então Companhia Vale do Rio Doce (atual Vale) para o transporte de minérios da Serra dos Carajás rumo ao Porto do Itaqui, na capital São Luís.
Em 1986, foi inaugurado o primeiro Posto Telefônico em Bom Jesus das Selvas, chamada TELMA, a mesma localizava-se na Rua dos Jambeiros esquina com a Rua Barra do Corda. No ano 2000 foi instalado a rede telefônica residencial, que beneficiou vários comerciantes e usuários da mesma.
Em junho de 1987, a cidade de Bom Jesus das Selvas foi beneficiada com energia elétrica, pela CEMAR – Companhia Energética do Maranhão, hoje conhecida como Equatorial Maranhão. Em 1987, surgiu o segundo sistema de televisão que se localizava na sede, antigo km 100, município de Santa Luzia, que era administrado pelo Prefeito Antonio Braide, que sintonizava 2 canais de TV, Rede Globo e Bandeirantes. Surgiu Rádios Piratas, como a de Irineu. O primeiro técnico da assistência era o Raimundo Fia nos anos 87 e 90, e depois assumiu o João Batista Araújo de Sousa (Joãozinho Batista) de 1990 a 1994.
Em maio de 1993, após o início do transporte de passageiros na Estrada de Ferro Carajás sete anos antes em 1986, a cidade ganha sua primeira estação ferroviária, a Estação Nova Vida. Embora um pouco distante de seu centro urbano, a estação passa a fazer a ligação da cidade com a capital maranhense e com as cidades de Parauapebas e Marabá, no estado do Pará. Desde sua inauguração, a estação recebe um fluxo intenso de passageiros, por se tratar de um transporte mais seguro e mais barato que a opção rodoviária.
O município de Bom Jesus das Selvas foi emancipado em 19 de junho de 1994, no entanto foi elevada a categoria de cidade pela Lei Estadual nº 6.166, somente em 10 de novembro de 1994, ficando subordinada a Comarca de Santa Luzia. Desde então, o município teve um crescimento lento, mas rumo ao progresso, foi marcado pelo descaso e violento compromisso a coisa pública, mesmo assim seu povo é valente, guerreiro sabe lutar e escolher seu destino, a história tem a marca do povo e seus filhos, fortes, trabalhadores conscientes.
Nesse mesmo ano, nas eleições para governador estadual, o Padre José de Ribamar Silva Morais Filho, apoiou à candidata para governadora Roseana Sarney, com intuito de conseguir que a mesma o ajudasse com recursos, os quais beneficiariam os moradores com água encanada.
Em 1996, foi realizada a primeira eleição para a escolha do prefeito municipal de Bom Jesus das Selvas, onde os candidatos: Pe. José de Ribamar Silva Moraes Filho e Luís Sabry Azar, concorreram ao cargo político. Vencendo as eleições o Pe. José de Ribamar Silva Moraes Filho e vice o Pastor Pedro Fernandes Silva.
Em 1998, o prefeito Pe. José de Ribamar, colocou calçamento (lajotas) em parte da Rua dos Jambeiros, empregando pessoas para que fizessem os lajotas para o calçamento.
Em abril de 1998, tendo em vista que, o Pe. José de Ribamar teve seu mandato cassado, o vice-prefeito Pastor Pedro Fernandes Silva assumiu a prefeitura, no entanto o mesmo também foi cassado, ficando a prefeitura a mercê do presidente da Câmara de Vereadores Marcos David Gomes de Oliveira, até o final do mandato.
Em 1998, com a fundação da Rádio Liberdade FM, com os frutos de uma associação de amigos tendo frente de Cláudio Joel da Silva Côites, que via a rádio como uma forma de integração social em um município que vivia uma difícil fase política administrativa, a Rádio Liberdade FM, chegava às diversas comunidades do município de Bom Jesus das Selvas e também nos interiores dos seguintes municípios: Açailândia, Buriticupu, Bom Jardim e Itinga.
Em 1999, o prefeito Marcos David Gomes de Oliveira asfaltou parte de algumas ruas, como: Rua dos Jambeiros, Rua Icatu, Travessa das Pereiras, Rua Porto Franco, Avenida 7 de Setembro, Avenida JK, Rua das Mangueiras, Rua das Macieiras, Travessa Rio Azul e Travessa São João. Nesse mesmo ano, concorreram ao cargo de prefeito Luís Sabry Azar, Ieda Figueiredo e Ananias Barbosa.
Venceu as eleições Luís Sabry Azar e o seu vice Escineu Carvalhedo Bizerra.
Em 2004, Maria de Sousa Lira, professora, disputou a eleição para prefeita, com o Luís Sabry Azar, candidato a reeleição de Bom Jesus das Selvas. Vencendo as eleições a Maria de Sousa Lira, vice Cláudio Joel da Silva Côites.
Na eleição posterior Luís Sabry Azar venceu, assumindo assim a prefeitura municipal.
Em 2012, Cristiane Damião venceu as eleições municipais, tendo como vice Abdala Filho, assumindo assim em janeiro de 2013 a Prefeitura Municipal de Bom Jesus das Selvas - MA.
Em 2016, Fernando Coelho vence a eleição e assume o poder em 2017.
Em 2020, Fernando Coelho se reelegeu e continua no poder em 2021.

## Geografia
A área do município de Bom Jesus das Selvas é de 2.676,93 quilômetros quadrados, o que o coloca na posição 28 dentre as 217 cidades do estado do Maranhão.
Demografia
De acordo com o Censo Demográfico de 2022, a população de Bom Jesus das Selvas era de 28.599 habitantes e a densidade demográfica era de 10,68 habitante por quilômetro quadrado. Comparando-se com outros municípios do estado do Maranhão, ficava nas posições 70 e 169 de 217. Já estimativa de crescimento para o ano de 2024 era de 29.588 pessoas.
Educação
Em 2010, a taxa de escolarização de 6 a 14 anos de idade do município de Bom Jesus das Selvas era de 88,7 %. Comparando-se com outros municípios do estado do Maranhão, ficava na posição 70 de 217. Já o Índice de Desenvolvimento da Educação Básica (IDEB), no ano de 2023, para os anos iniciais do ensino fundamental na rede pública era 5,1, e para os anos finais, 4,2.
| Taxa de escolarização de 6 a 14 anos de idade [2010]             | 88,7 %           |
| IDEB – Anos iniciais do ensino fundamental (Rede pública) [2023] | 5,1              |
| IDEB – Anos finais do ensino fundamental (Rede pública) [2023]   | 4,2              |
| Matrículas no ensino fundamental [2023]                          | 5.224 matrículas |
| Matrículas no ensino médio [2023]                                | 1.392 matrículas |
| Docentes no ensino fundamental [2023]                            | 278 docentes     |
| Docentes no ensino médio [2023]                                  | 75 docentes      |
| Número de estabelecimentos de ensino fundamental [2023]          | 42 escolas       |
| Número de estabelecimentos de ensino médio [2023]                | 3 escolas        |

Fonte: IBGE

## Economia
Bom Jesus das Selvas em Maranhão possui 34.567 habitantes, sendo que 1.485 desses habitantes são pessoas economicamente ativas, ou seja, que movimentam a economia local e nacional. Bom Jesus das Selvas, MA, vem crescendo, e muito desse crescimento é devido às 733 empresas registradas na cidade que geram empregos para a própria população de Bom Jesus das Selvas e as cidades vizinhas. A economia de Bom Jesus das Selvas é movimentada principalmente pela agricultura. Outras bases econômicas locais são o comércio e o serviço público, caracterizando-se como um município promissor e com enorme potencial de desenvolvimento.
1. Danma Agropecuaria Ltda - Criação de gado bovino de corte
2. Agro Empreendimentos - Comércio atacadista de Soja
3. Construtora Classic - Construção de Edifícios
4. Locacao de Maquinas Dois Irmaos - Coleta de Resíduos Não Perigosos
5. Auto Posto Bom Jesus (Atual posto Araújo) - Comércio varejista de combustíveis para veículos automotores
6. Mix Araujo - Comércio varejista de mercadorias em geral com predominância de produtos alimentícios - supermercados
7. Nutronordeste - Nutrientes do Nordeste Limitada - Fabricação de alimentos para animais
8. FP Agronegocios - Comércio atacadista de cereais e leguminosas beneficiados
9. Ideal Moveis e Eletrodomesticos - Comércio varejista de móveis
10. MP - Toca -  Comércio a varejo de automóveis camionetas e utilitários novos
11. Agropecuaria Damiao Ltda - Criação de bovinos para corte
12. Leao Locacoes e Servicos de Transportes -  Aluguel de máquinas e equipamentos para construção sem operador exceto andaimes
13. Mix Auto Center - Comércio a varejo de peças e acessórios novos para veículos automotores
14. JR Agronegocio Compra e Venda de Graos - Cultivo de milho
15. Cerrado Empreendimentos Comercio e Servicos Ltda - Serviços combinados de escritório e apoio administrativo
16. Fazenda Angelim - Criação de bovinos para corte
17. Pague Menos Supermercados Ltda - Comércio varejista de mercadorias em geral com predominância de produtos alimentícios - supermercados
18. Gabriel Guincho e Reboque - Serviços de reboque de veículos
19. Terabyte Informatica - Comércio varejista especializado de equipamentos e suprimentos de informática
20. Abobora Construcao - Comércio varejista de materiais de construção em geral
21. JR Transportes - Transporte rodoviário de carga exceto produtos perigosos e mudanças intermunicipal interestadual e internacional
22. WM Agronegocios - Comércio atacadista de cereais e leguminosas beneficiados
23. Topcar - Serviços de lavagem lubrificação e polimento de veículos automotores
24. Oficina Uniao - Comércio a varejo de peças e acessórios novos para veículos automotores
25. Grantres Agronegocios - Comércio atacadista de defensivos agrícolas adubos fertilizantes e corretivos do solo

Somando um capital de R$ 8.243.000,00
A cidade de Bom Jesus Das Selvas - MA faz parte ativa e integrante no quadro de municípios brasileiros, contando hoje com 695 empresas ativas! Bom Jesus Das Selvas - MA possui também um total de 35.095 habitantes, segundo o último censo de 2021.
Veja o ranking das 50 maiores empresas em Bom Jesus Das Selvas, proporção de empresas por regime tributário, dívidas, porte empresarial e segmento CNAE.
Dados atualizados na data de 10/12/2023. 
Bom Jesus das Selvas - MA é uma pequena cidade que se destaca por apresentar novas oportunidades de negócios e pela alta regularidade das vendas no ano. O baixo potencial de consumo e o desempenho econômico são os pontos de atenção. No ano, o município acumula mais admissões que demissões. Além disso, houve incremento de 46 novas empresas na cidade durante o ano. 
Considerado um centro local de baixa influência nos municípios vizinhos, o município de Bom Jesus das Selvas fica perto da cidade de Açailândia, Maranhão. Dentro de sua área de influência, a cidade atrai maior parte dos visitantes pelos esportes.
Em 2021, o PIB per capita de município de Bom Jesus das Selvas era de R$ 9.793,62. Comparando-se com outros municípios do estado do Maranhão, ficava na posição 91 de 217. Já o percentual de receitas externas em 2023 era de 88,36%, o que o colocava na posição 171 de 217.
| PIB per capita [2021]                                                                           | 9.793,62 R$       |
| Índice de Desenvolvimento Humano Municipal (IDHM) [2010]                                        | 0,538             |
| Total de receitas brutas realizadas [2023]                                                      | 182.924.252,22 R$ |
| Transferências correntes (Percentual em relação às receitas correntes brutas realizadas) [2023] | 88,36 %           |
| Total de despesas brutas empenhadas [2023]                                                      | 185.239.355,70 R$ |

Fonte: IBGE
| Salário médio mensal dos trabalhadores formais [2022]                                             | 2,4 salários mínimos |
| Pessoal ocupado [2022]                                                                            | 1.873 pessoas        |
| População ocupada [2022]                                                                          | 5,66 %               |
| Percentual da população com rendimento nominal mensal per capita de até 1/2 salário mínimo [2010] | 55,9 %               |

Fonte: IBGE
Meio Ambiente
O bioma predominante do município de Bom Jesus das Selvas é o amazônico. Em 2010, a cidade apresentava 4,1% de domicílios com esgotamento sanitário adequado, além de 61,1% de domicílios urbanos em vias públicas com arborização e 5,4% de domicílios urbanos em vias públicas com urbanização adequada.

## Tamanho e localização
Bom Jesus das Selvas é o 3º município mais populoso da pequena região de Açailândia, com 28,6 mil habitantes. O PIB da cidade é de cerca de R$ 375,7 milhões de reais, sendo que 43,4% do valor adicionado advém da administração pública, na sequência aparecem as participações da agropecuária (27,7%), dos serviços (25,2%) e da indústria (3,7%).
Com esta estrutura, o PIB per capita de Bom Jesus das Selvas é de R$ 10,7 mil, valor inferior à média do estado (R$ 17,5 mil), da grande região de Imperatriz (R$ 25,8 mil) e da pequena região de Açailândia (R$ 21,3 mil).
Entre 2006 a 2021, o crescimento do PIB municipal apresentou o 4° melhor desempenho da região imediata. Nos últimos dez anos, o crescimento nominal do nível de atividade da cidade foi de 204,1% e a taxa apresentada dos últimos 5 anos foi de 48,1%.

## Crescimento da População
Vinte anos atrás, a população do município era de 0 habitantes, o que representa um crescimento de 67,7% no período. Este desempenho é o 1° da região imediata. Já nos últimos 5 anos, a número de habitantes total da cidade diminuiu em -14,9%.

## Potencial de Consumo
O município possui 1,7 mil empregos com carteira assinada, a ocupação predominante destes trabalhadores é a de faxineiro (276), seguido de vigia (231) e de professor de nível médio no ensino fundamental (119). A remuneração média dos trabalhadores formais do município é de R$ 1,9 mil, valor abaixo da média do estado, de R$ 2,7 mil.
A concentração de renda entre as classes econômicas em Bom Jesus das Selvas pode ser considerada muito baixa e é relativamente inferior à média estadual. As faixas de menor poder aquisitivo (E e D) participam com 78,8% do total de remunerações da cidade, enquanto que as classes mais altas representam 0,5%. Destaca-se que a composição de renda das classes mais baixas da cidade têm uma concentração 28,8 pontos percentuais maior que a média estadual, já as faixas de alta renda possuem participação 13,2 pontos abaixo da média.
Do total de trabalhadores, as três atividades que mais empregam são: administração pública em geral (1091), criação de bovinos para corte (126) e extração de madeira em florestas plantadas (99). Entre os setores característicos da cidade, também se destacam as atividades de extração de madeira em florestas plantadas e produção de carvão vegetal.

## Oportunidades de negócio
A participação do comércio, somado aos serviços de alojamento e alimentação, representa 13% do total de trabalhadores e está concentrada nas lojas de informática e nos supermercados e lojas de variedades, que empregam 72 trabalhadores.
Ao todo, existem 17 modalidades diferentes de comércio na cidade, das 74 possíveis. Com isso, a diversidade do comércio de Bom Jesus das Selvas é considerada baixa, assim como a dos serviços, que também carece de maior desenvolvimento e abre oportunidades para novos negócios.
Comparando o desempenho da cidade com a média dos municípios com tamanho populacional similar, tanto o comércio quanto os serviços apresentam menor grau de desenvolvimento comercial.
Ainda em comparação com municípios de tamanho similar, não foram encontrados setores de alta concorrência na cidade.